# Julius Schoenian
Julius Heinrich Wilhelm Schoenian (* ca. 1793 in Clausthal; † nach 1864) war ein deutscher Verwaltungsjurist.

## Leben
Julius Schoenian war Sohn des Hütteninspektors Schoenian in Clausthal. Er studierte ab 1811 Rechtswissenschaften an der Universität Göttingen mit Unterbrechungen durch die Befreiungskriege. In Göttingen wurde er Mitglied des Corps Hannovera. Nach dem Studium trat er in den Verwaltungsdienst des Königreichs Hannover ein. Er war 1818 Amtsassessor im Amt Gifhorn, 1824 im Amt Moisburg und 1837 im Amt Rotenburg. 1850 wurde Julius Schoenian Amtmann im Amt Wittlage. Er trat 1864 als Oberamtmann in Wittlage in den Ruhestand.